# Копанка (Ізюмський район)
Копа́нка — село в Україні, у Донецькій селищній громаді Ізюмського району Харківської області. Населення становить 141 осіб. До 2020 орган місцевого самоврядування — Донецька селищна рада.

## Географія
Село Копанка знаходиться за 3 км від адміністративного центру ради смт Донця. За 2 км протікає річка Сіверський Донець. Навколо села багато озер.

## Історія
Село постраждало внаслідок геноциду українського народу, проведеного урядом СССР в 1932—1933 роках, кількість встановлених жертв в Червоному Донці, П'ятигірському, Червоногірському (Червоній Гірці), Жовтневому, Червоноандріївському, Копанках — 1204 людини.
До 2020 село було підпорядковане Донецькій селищній раді Балаклійського району. 
12 червня 2020 року, відповідно до Розпорядження Кабінету Міністрів України  № 725-р «Про визначення адміністративних центрів та затвердження територій територіальних громад Харківської області», увійшло до складу Донецької селищної територіальної громади.
19 липня 2020 року, в результаті адміністративно-територіальної реформи та ліквідації Балаклійського району, село увійшло до складу новоутвореного Ізюмського району.

## Населення

### Мова
Розподіл населення за рідною мовою за даними перепису 2001 року:
| Мова       | Відсоток |
| ---------- | -------- |
| українська | 82,27%   |
| російська  | 17,02%   |
| румунська  | 0,71%    |

## Також
- Перелік населених пунктів, що постраждали від Голодомору 1932-1933, Харківська область